# Campeonato Gaúcho de Futebol de 1927
O Campeonato Gaúcho de Futebol de 1927 foi a sétima edição da competição no Estado do Rio Grande do Sul. Novamente repete-se a fórmula dos anos anteriores. Os campeões das regiões os clubes se enfrentaram em jogos eliminatórios para definir o campeão. O campeão deste ano foi o Internacional.

## Participantes
| Equipe        | Cidade                | Classificação               | Participação |
| ------------- | --------------------- | --------------------------- | ------------ |
| 14 de Julho   | Santana do Livramento | Campeão da Região Fronteira | 1ª           |
| Bagé          | Bagé                  | Campeão da Região Sul       | 3ª           |
| Internacional | Porto Alegre          | Campeão da Região Centro    | 1ª           |
| Nacional      | São Leopoldo          | Campeão da Região Noroeste  | 1ª           |
| Riograndense  | Santa Maria           | Campeão da Região Serra     | 2ª           |

## Tabela
|  | Preliminar   | Preliminar   |               |      | Semifinais                  | Semifinais                  |   |  | Final         | Final         |  |  |
|  | 28 de agosto | 28 de agosto |               |      | 28 de agosto a 4 de outubro | 28 de agosto a 4 de outubro |   |  | 7 de setembro | 7 de setembro |  |  |
|  |              |              |               |      |                             |                             |   |  |               |               |  |  |
|  | 14 de Julho  | 4            |               |      | 14 de Julho                 | 0                           |   |  |               |               |  |  |
|  |              |              |               |      | 14 de Julho                 | 0                           |   |  |               |               |  |  |
|  | Riograndense | 0            |               |      | Bagé                        | 3                           |   |  |               |               |  |  |
|  | Riograndense | 0            |               | Bagé | Bagé                        | 3                           | 1 |  |               |               |  |  |
|  |              |              |               |      |                             |                             |   |  |               |               |  |  |
|  |              |              | Internacional | 3    |                             |                             |   |  |               |               |  |  |
|  |              |              |               | 3    |                             | Internacional               | 4 |  |               |               |  |  |
|  |              |              |               |      |                             | Internacional               | 4 |  |               |               |  |  |
|  |              |              |               |      | Nacional                    | 1                           |   |  |               |               |  |  |

### Fase preliminar
| 28 de agosto de 1927 | Riograndense | 0 – 4 | 14 de Julho                                           |  |
|                      |              |       | Gol marcado · Gol marcado · Gol marcado · Gol marcado |  |

- Este jogo foi anulado devido a problemas na decisão do campeonato da oitava região, na fase anterior, entre 14 de Julho e Guarany de Rosário. O 14 de Julho voltou a enfrentar com o Guarany e voltou a vencer. O jogo contra o Riograndense deveria ser repetido, mas o clube de Santa Maria, numa atitude memorável, entregou os pontos para o 14 de Julho, pois considerou que já sido derrotado pelo clube da fronteira.

### Semifinais
| 28 de agosto de 1927 | Internacional       | 4 – 1 | Nacional de São Leopoldo | Chácara dos Eucaliptos, Porto Alegre (RS) |
|                      | Ross · Veiga · Nenê |       | Toco                     |                                           |

| 4 de setembro de 1927 | Bagé                                    | 3 – 0 | 14 de Julho |  |
|                       | Gol marcado · Gol marcado · Gol marcado |       |             |  |

### Final
| 7 de setembro de 1927 | Internacional             | 3 – 1     | Bagé               | Baixada, Porto Alegre (RS)                                   |
|                       | Barros 38' 79' · Nenê 66' | Relatório | Pascoalito 54' (P) | Público: 4,700 (aproximadamente) Árbitro: Rodolpho Del Bagno |

|  | Internacional | Bagé |

| INTERNACIONAL: |  |            |  |
|                |  |            |  |
| G              |  | Möeller    |  |
| Z              |  | Grant      |  |
| Z              |  | Meneghetti |  |
| M              |  | Ribeiro    |  |
| M              |  | Paulo      |  |
| M              |  | Lampinha   |  |
| A              |  | Veiga      |  |
| A              |  | Barros     |  |
| A              |  | Ross       |  |
| A              |  | Miro       |  |
| A              |  | Nenê       |  |
| Treinador:     |  |            |  |
|                |  |            |  |

| BAGÉ:      |  |                  |  |
|            |  |                  |  |
|            |  |                  |  |
| G          |  | Júlio Amaral     |  |
| Z          |  | Ratão            |  |
| Z          |  | Garcia           |  |
| M          |  | Chatinho         |  |
| M          |  | Catulino Moreira |  |
| M          |  | Misael Romero    |  |
| A          |  | Menel            |  |
| A          |  | Pascoalito       |  |
| A          |  | Oliveira         |  |
| A          |  | João Amaral      |  |
| A          |  | Bate             |  |
| Treinador: |  |                  |  |
|            |  |                  |  |

| Gauchão 1927                      |
| --------------------------------- |
| Internacional Campeão (1º título) |